# Randers Kommune
Randers Kommune ist eine dänische Kommune in der Region Midtjylland. Die Kommune hat 100.356 Einwohner (Stand 1. Januar 2025), wovon etwa die Hälfte in der Stadt Randers wohnt, hier ist auch der Sitz der Verwaltung; die Fläche der Kommune beträgt 747,80 km².
Die Kommune entstand am 1. Januar 2007 im Zuge der Kommunalreform durch Vereinigung der „alten“ Randers Kommune mit den Nachbarn Nørhald und Purhus sowie Teilen von Langå, Sønderhald und Mariager, alle im Århus Amt.

## Kirchspielsgemeinden und Ortschaften in der Kommune
Auf dem Gemeindegebiet liegen die folgenden Kirchspielsgemeinden (dän.: Sogn) und Ortschaften mit über 200 Einwohnern (byområder (dt.: „Stadtgebiete“) nach Definition der Statistikbehörde); Einwohnerzahl am 1. Januar 2025, bei einer eingetragenen Einwohnerzahl von Null hatte der Ort in der Vergangenheit mehr als 200 Einwohner:
| Sogn                  | Einwohner | Ortschaft        | Einwohner |
| --------------------- | --------- | ---------------- | --------- |
| Albæk Sogn            | 392       | Albæk            | 251       |
| Asferg Sogn           | 967       | Asferg           | 663       |
| Borup Sogn            | 449       |                  |           |
| Dalbyneder Sogn       | 91        |                  |           |
| Dalbyover Sogn        | 297       | Dalbyover        | 234       |
| Dronningborg Sogn     | 4.556     |                  |           |
| Enslev Sogn           | 277       | Enslev           | < 200     |
| Essenbæk Sogn         | 4.135     | Assentoft        | 3.956     |
| Fausing Sogn          | 452       |                  |           |
| Fårup Sogn            | 1.150     | Fårup            | 1.037     |
| Gassum Sogn           | 848       | Gassum           | 395       |
| Gimming Sogn          | 1.461     | Gimming          | 235       |
| Gjerlev Sogn          | 923       | Gjerlev          | 637       |
| Grensten Sogn         | 2.863     | Stevnstrup       | 2.696     |
| Hald Sogn             | 594       | Hald             | 343       |
| Harridslev Sogn       | 1.598     | Harridslev       | 1.254     |
| Haslund Sogn          | 1.322     |                  |           |
| Helstrup Sogn         | 250       | Helstrup         | < 200     |
| Hornbæk Sogn          | 3.970     |                  |           |
| Hørning Sogn          | 545       | Hørning          | 298       |
| Kastbjerg Sogn        | 205       |                  |           |
| Kousted Sogn          | 197       |                  |           |
| Kristrup Sogn         | 10.014    |                  |           |
| Kærby Sogn            | 150       |                  |           |
| Langå Sogn            | 3.072     | Langå            | 2.925     |
| Lem Sogn              | 266       | Lem              | 0         |
| Linde Sogn            | 862       | Linde Mejlby     | < 200 616 |
| Læsten Sogn           | 180       |                  |           |
| Mellerup Sogn         | 556       | Mellerup         | 509       |
| Nørbæk Sogn           | 224       |                  |           |
| Råby Sogn             | 427       | Udbyhøj Vasehuse | < 200     |
| Råsted Sogn           | 541       | Råsted           | 310       |
| Sankt Clemens Sogn    | 9.139     |                  |           |
| Sankt Mortens Sogn    | 8.644     |                  |           |
| Sankt Peders Sogn     | 7.656     | Randers          | 64.511    |
| Spentrup Sogn         | 2.608     | Spentrup         | 2.342     |
| Støvring Sogn         | 245       | Støvring         | < 200     |
| Sødring Sogn          | 325       |                  |           |
| Sønderbæk Sogn        | 296       | Sønderbæk        | < 200     |
| Tvede Sogn            | 224       | Tvede            | < 200     |
| Tånum Sogn            | 391       | Tånum            | 210       |
| Udbyneder Sogn        | 1.269     | Havndal          | 796       |
| Virring Sogn          | 976       | Uggelhuse        | 428       |
| Vorup Sogn            | 7.104     |                  |           |
| Værum Sogn            | 398       | Værum            | 300       |
| Ølst Sogn             | 388       |                  |           |
| Ørum Sogn             | 476       |                  |           |
| Øster Bjerregrav Sogn | 1.322     | Øster Bjerregrav | 1.024     |
| Øster Tørslev Sogn    | 1.174     | Øster Tørslev    | 878       |
| Øster Velling Sogn    | 287       |                  |           |
| Ålum Sogn             | 593       | Ålum             | 271       |
| Årslev Sogn           | 173       |                  |           |

1. 1 2 3 4 5 6  
Støvring hatte 2007 erstmals weniger als 200 Einwohner, Enslev 2011, Sønderbæk 2014, Linde 2017, Helstrup 2019 und Tvede 2023.
2. ↑  
Fausing Sogn liegt zum größten Teil auf dem Gebiet der Norddjurs Kommune.
3. ↑  
Die Ortschaft Udbyhøj Vasehuse, die sich über das Gebiet der Sogne Råby Sogn und Sødring Song erstreckt, hatte 2021 erstmals weniger als 200 Einwohner.

## Entwicklung der Einwohnerzahlen
| Jahr      | 1980   | 1985   | 1990   | 1995   | 2000   | 2005   | 2007   | 2008   | 2010   | 2025    |
| --------- | ------ | ------ | ------ | ------ | ------ | ------ | ------ | ------ | ------ | ------- |
| Einwohner | 62.486 | 61.127 | 61.020 | 61.435 | 61.983 | 62.336 | 92.984 | 93.644 | 94.750 | 100.356 |

## Politik

### Stadtrat
- Ø: 1
- SF: 1
- A: 10
- A: 0
- B: 1
- M: 1
- I: 1
- V: 5
- C: 0
- O: 1
- NB: 0
- Æ: 2
- Sonst.: 8
- Parteilose: 0

## Städtepartnerschaften
Randers Kommune pflegt Städtepartnerschaften zu
- Västerås, Schweden
- Akureyri, Island
- Ålesund, Norwegen
- Lahti, Finnland
- Jelenia Góra, Polen